# Jako doma
Jako doma (oficiálním názvem Jako doma – Homelike, o.p.s.) je česká nezisková organizace, obecně prospěšná společnost, která se věnuje ženskému bezdomovectví. Organizace pomáhá ženám bez domova a snaží se odstraňovat nerovnosti, se kterými se ženy se zkušeností bezdomovectví setkávají. Organizaci založily v roce 2012 Alexandra Doleželová a Kristýna Ciprová, když měly pocit, že sociální služby nejsou na potřeby žen bez domova dostatečně uzpůsobeny.
Jedním z projektů organizace jsou Kuchařky bez domova, projekt od roku 2017 funguje na Praze 5 jako Jídelna kuchařek bez domova.
V roce 2017 organizace otevřela v Praze komunitní centrum pro ženy bez domova.
Na jaře 2020, během pandemie koronaviru, organizace převzala jeden z hotelů, které město Praha vyčlenilo na humanitární ubytování lidí bez domova, aby tak předešlo šíření nákazy v komunitách lidí bez domova.